# Greta Grinevičiūtė
Greta Grinevičiūtė, née le 18 septembre 1990 à Palanga (Lituanie) est une actrice, chorégraphe et danseuse lituanienne.

## Biographie
Greta Grinevičiūtė naît le 18 septembre 1990 à Palanga (Lituanie). 
Bachelière en danse contemporaine et en art dramatique, elle étudie entre 2013 et 2015 un Master en Art à l'Académie lituanienne de musique et de théâtre.
À partir de 2015, elle travaille sur nombreux projets cinématographiques et théâtraux en tant que actrice, chorégraphe et danseuse,. Greta Grinevičiūtė  participe à plusieurs spectacles de danse sur scène avec différents chorégraphes tels que AIROS dance theatre, Vytis Jankauskas Dance Theatre, Mauricia Berreira Nueves Anesthetize (première 2019 au festival GUIdance, Guimaraes, Portugal), Simon Pederson, Tony Vezich ou Andrius Katinas. 
Elle a chorégraphié et réalisé aussi une série de performances scéniques en Lituanie, comme B&B dialogue en 2016 qui connait une bonne réception des critiques lituaniens et est nommé par l'Académie lituanienne du Théâtre de la meilleure œuvre de danse de l'année.
Greta Grinevičiūtė et Agnietė Lisičkinaitė créent la compagnie de danse indépendante B&B dans une résidence étrangère à Black Canvas (Irlande) en 2017, qui crée, chorégraphie et fait performer trois œuvres de danse entre 2017 et 2020,.
Elle interprète en 2023 le protagoniste du film lituanien Slow réalisé par Marija Kavtaradze. La première du film a lieu au Festival du film de Sundance 2023 où Marija Kavtaradze remporte le prix de la mise en scène.
Depuis 2016, elle est membre du conseil de l'Association lituanienne de danse contemporaine et membre du théâtre professionnel de Vilnius MMLAB depuis 2018.

## Principales chorégraphies de représentations de danse contemporaine
- 2016: B&B Dialogue
- 2018 : Dance for a vacuum cleaner and father (Mono performance, Arts Printing house)
- 2020 : I’m going to buy some milk
- 2020 : Dance for a washing machine and mother
- 2021 : Dance for an object and child
- 2021 :  Bath

## Théâtre

### Interprète

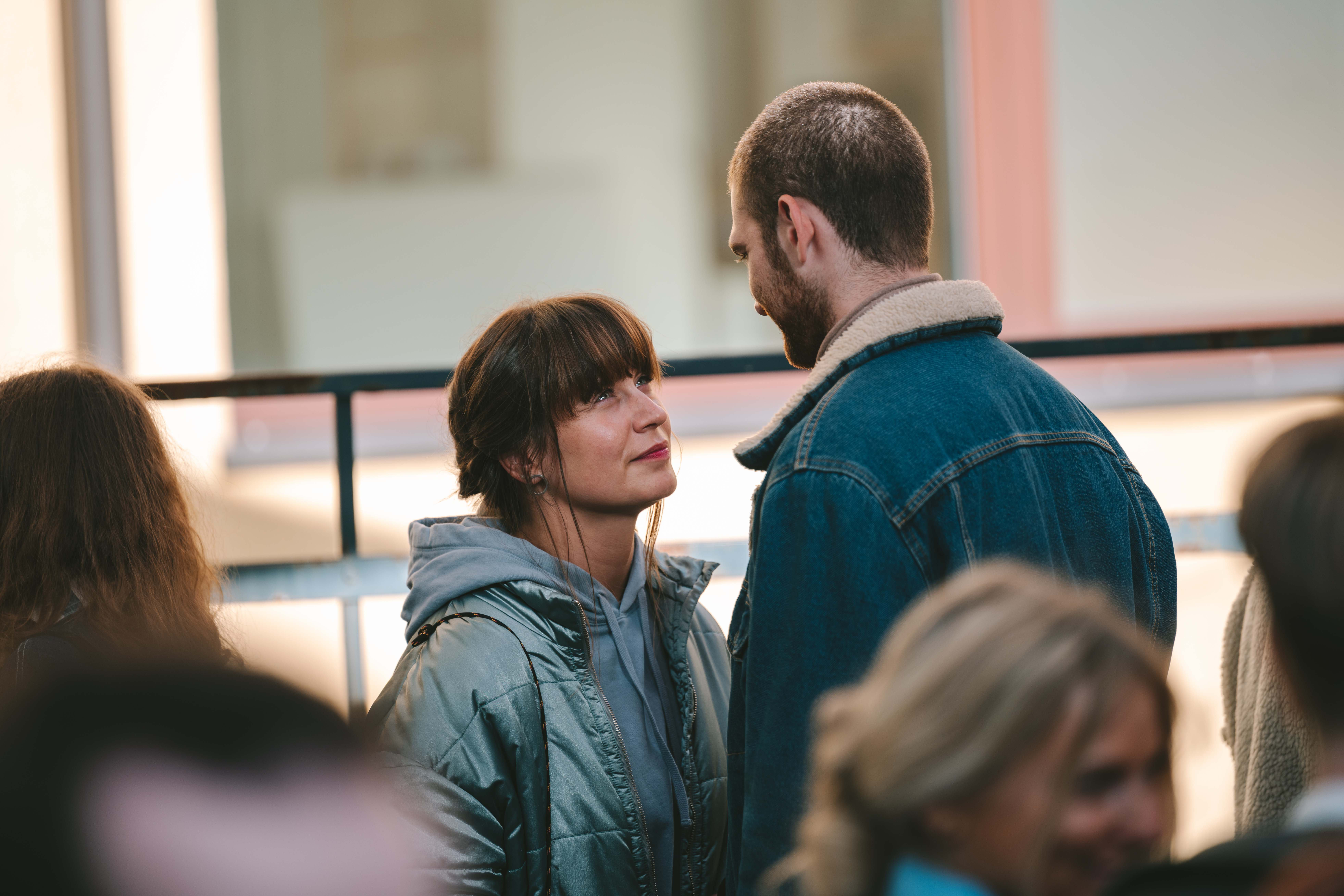
Greta Grineviciute et Kestutis Cicenas sur le plateau du film Slow (2023)

- 2015 : YesMoonCan
- 2015 : The ball
- 2016: Honour for grandmother
- 2016 : Things
- 2017: Bad Weather
- 2018: Unlearned lessons
- 2019: Olympian machine
- 2020: Navigations
- 2020: Pluto

### Chorégraphe
- 2017: The Matters
- 2018: Urod
- 2019: The Seagull
- 2019: 12 grams to the North
- 2019: Manuliukai

## Filmographie
- 2016 : Faked David (fiction / court métrage / Lituanie)
- 2017 : Yana (fiction / 30 / Lituanie)
- 2018 : Prisitaikymas (fiction / court métrage / Lituanie)
- 2019 : Miraculous Light of the Bonfire Lights Up the Future réalisé par Petras Kuneika (fiction / 10 min / Lituanie)
- 2023 : Slow (fiction / 108 min / Lituanie, Espagne, Suède)

## Récompenses et distinctions
- Académie lituanienne du Théâtre 2016 : Nomination au prix  de la meilleure oeuvre de danse de l'année pour B&B Dialogue
- Académie nationale de danse contemporaine lituanienne 2018 : Prix de l'œuvre créative la plus mémorable de l'année pour Dance for a vacuum cleaner and father
- Académie lituanienne du Théâtre 2020 : Nomination aux prix du théâtre lituanien Golden Stage Cross dans la catégorie meilleure pièce de danse de l'année pour I'm going to buy some milk